# Gonomyia (Leiponeura) kraussi
Gonomyia (Leiponeura) kraussi is een tweevleugelige uit de familie steltmuggen (Limoniidae). De soort komt voor in het Australaziatisch gebied.